# Bastian Giegerich
Bastian Giegerich (* 1976 in Bremen) ist ein deutscher Politikwissenschaftler und Experte für Sicherheitspolitik.

## Leben
Giegerich studierte von 1996 bis 2001 Politikwissenschaft an der Universität Potsdam. Mit einem Fulbright-Stipendium ging er 1999/2000 in die USA, wo er an der University of Maryland, College Park in College Park, Maryland studierte. Darüber hinaus war er 2000 Research Associate an der National Defense University in Washington, D.C. und von 2000 bis 2002 Projektmanager am Aspen Institute in Berlin. Er legte 2005 an der London School of Economics and Political Science (LSE) seinen Ph.D. in International Relations ab und lehrte von 2003 bis 2009 am dortigen Department for International Relations.
2005/06 war er Postdoc-Stipendiat der Compagnia di San Paolo, des Stiftelsen Riksbankens jubileumsfond und der VolkswagenStiftung. Von 2005 bis 2010 war er Research Fellow for European Security am International Institute for Strategic Studies (IISS) in London. Von 2010 bis 2012 war er wissenschaftlicher Mitarbeiter am Sozialwissenschaftlichen Institut der Bundeswehr (SOWI) in Strausberg. 2011/12 war er Fellow der Stiftung Neue Verantwortung und arbeitete projektgebunden.
Er ist seit 2010 Consulting Senior Fellow for European Security am IISS und seit 2012 Referent in der Abteilung Politik des Bundesministeriums der Verteidigung (BMVg) in Berlin.
Giegerich war Vorstandsmitglied des Clausewitz Netzwerkes für strategische Studien. Er steuerte Beiträge zum Military Balance and Strategic Survey des IISS bei und veröffentlichte in u. a. Aus Politik und Zeitgeschichte, Sicherheit und Frieden und  Security Studies. Seit 2023 ist er als Nachfolger von John Chipman der neue Direktor des IISS.

## Schriften (Auswahl)
- European security and strategic culture. National responses to the EU's security and defence policy (= Düsseldorfer Schriften zu internationaler Politik und Völkerrecht. 1). Nomos, Baden-Baden 2006, ISBN 978-3-8329-2371-6.
- mit Alexander Nicoll: European Military Capabilities: Building Armed Forces for Modern Operations. IISS Strategic Dossier, London 2008, ISBN 978-0-86079-203-1.
- European Military Crisis Management: Connecting Ambition and Reality (= Adelphi Paper. 397). Routledge, Abingdon 2008, ISBN 978-0-415-49419-9.
- Europe and Global Security (= Adelphi Book. 414). Routledge, Abingdon 2010, ISBN 978-0-415-66934-4.
- Die NATO (= Elemente der Politik). Springer VS, Wiesbaden 2012, ISBN 978-3-531-18409-8.
- (Hrsg. mit Gerhard Kümmel): The armed forces: towards a post-interventionist era? (= Schriftenreihe des Zentrums für Militärgeschichte und Sozialwissenschaften der Bundeswehr. Vol. 14). Springer VS, Wiesbaden 2013, ISBN 978-3-658-01285-4.
- (Hrsg. mit Heiko Biehl, Alexandra Jonas): Strategic cultures in Europe. Security and defence policies across the continent (= Schriftenreihe des Zentrums für Militärgeschichte und Sozialwissenschaften der Bundeswehr. Vol. 13). Springer VS, Wiesbaden 2013, ISBN 978-3-658-01167-3.